# 1998 au Maroc
Chronologie du Maroc
- 1994
- 1995
- 1996
- 1997
- 1998
- 1999
- 2000
- 2001
- 2002

Cet article présente les faits marquants de l'année 1998 au Maroc ou relatifs au Maroc.

## Événements
- 4 février : le roi du Maroc Hassan II charge Abderrahmane Youssoufi, secrétaire général de l'Union socialiste des forces populaires (U.S.F.P.) de former un gouvernement[1].
- 14 mars : présentation du Gouvernement Abderrahman El Yousoufi[1].
- 25 septembre : crash du vol PauknAir 4101; vol de la compagnie mélillienne PauknAir entre l'aéroport de Malaga-Costa del Sol et la ville espagnole de Melilla (située sur le cap des Trois Fourches. À 6 kilomètres de sa destination, l'appareil, de type Bae 146, s'est écrasé contre une montagne, ne laissant aucun survivant parmi les 38 passagers et membres d'équipage à bord.
- 9 octobre : au parlement, le roi Hassan II souhaite que les problèmes de droits de l'homme soient traités dans les six mois[1].
- 12 octobre : le décès de 56 prisonniers politiques est reconnu par le Conseil consultatif royal des droits de l'homme[1].

## Sports
- Les 26e Championnats du monde de cross-country 1998 IAAF  se sont déroulés les 21 et 22 mars 1998 à Marrakech au Maroc.
- La supercoupe de la CAF 1998 (appelé aussi Orange CAF Supercoupe, du nom de son sponsor) est la sixième édition de la compétition organisée par la Confédération africaine de football. C'est également la huitième édition où les deux participants sont les vainqueurs de la Ligue des champions de la CAF et de la coupe d'Afrique des vainqueurs de coupe. Cette édition se déroule le 15 mars 1998 à Casablanca, au Maroc, et voit la victoire du club tunisien de l'Étoile sportive du Sahel face au club marocain du Raja Club Athletic.
- Le Tournoi Hassan II de football 1998 était la deuxième édition du Tournoi Hassan II, une compétition internationale et amicale. Ce tournoi se déroula le 27 et 29 mai 1998, à Casablanca, au Maroc, au Stade Mohammed V, soit deux semaines avant la Coupe du monde de football de 1998, en France. Les nations participantes sont toutes les quatre participantes au Mondial 1998 : une nation africaine (le Maroc) et trois nations européennes (la France, l'Angleterre et la Belgique). Contrairement à 1996, ce tournoi se déroule sous forme de mini-championnat, chacun jouant deux matchs.
- Le Championnat du Maroc de football 1997-1998 est la 82e édition du championnat du Maroc de football. Elle voit la victoire du Raja Club Athletic pour la troisième année consécutive.

- La Coupe du Maroc de football 1997-1998 est la quarante-deuxième édition de la compétition.
- La Coupe du Maroc de football 1998-1999 est la quarante-troisième édition de la compétition.

## Culture
- Adieu forain (Bye-Bye Souirty) est un film marocain réalisé par Daoud Aoulad-Syad, sorti en 1998.
- La Porte close est un film marocain réalisé par Abdelkader Lagtaâ, sorti en 1998.